# Wolfsegg am Hausruck
Pour les articles homonymes, voir Wolfsegg.
Wolfsegg am Hausruck est une commune autrichienne du district de Vöcklabruck en Haute-Autriche.

## Personnalité
- Eduard von Wickenburg (1866-1936), explorateur, y est inhumé.

## Littérature
- Wolfsegg est le lieu où se déroule l'action d'Extinction. Un effondrement, le roman de Thomas Bernhard.